# Humanistisches Latein
Als humanistisches Latein bezeichnet man die Art des Lateins im Renaissance-Humanismus vom ausgehenden 14. bis zum 16. Jahrhundert.

## Sprachliche Änderungen gegenüber dem Latein des Mittelalters
Ad fontes (lat. „[zurück] zu den Anfängen“) lautete der allgemeine Aufruf der Humanisten, mit dem sie das Latein vom Wortschatz des Mittelalters und von der stilistischen Überfrachtung zu reinigen suchten, die in den Jahrhunderten nach dem Fall des Römischen Reiches eingetreten war. Das so genannte Goldene Zeitalter der lateinischen Literatur galt dabei als Vorbild und Wegbereiter des lateinischen Stils. In der Poesie war vor allem Vergil das Vorbild, in der Prosa setzten Wortschatz und Syntax von Cicero die Norm. In der Poesie waren die auf dem Wortakzent beruhenden Metren, die im Mittellatein sehr beliebt waren (siehe z. B. Carmina Burana), nun verpönt. Was diesen Normen nicht entsprach, wurde als „gotisch“ oder auch als Küchenlatein gebrandmarkt. Die puristische Bewegung nahm doktrinäre Züge an, gegen die sich 1528 Erasmus von Rotterdam in seinem Dialogus Ciceronianus wandte.
Die Humanisten versuchten auch, das schriftliche Latein in seiner Orthographie von den mittelalterlichen Einflüssen zu reinigen. Während im Mittelalter die Schreibungen von „ae“ und „e“ wild durcheinandergingen („Marie“ neben „Mariae“), beharrten sie auf der korrekten Schreibung nach dem Vorbild aus der klassischen Zeit. Dasselbe gilt für die wieder eingeführte Unterscheidung von ti + Vokal und ci + Vokal (ausschließlich „etiam“, Verzicht auf falsches „eciam“). Im Mittelalter wurden diese Schreibungen nicht unterschieden, da die Aussprache als Folge der Palatalisierung in beiden Fällen „z“ war (Homophonie).

## Auswirkungen
Der Plan der Humanisten zur Erneuerung des Lateins war vor allem in der Erziehung sehr erfolgreich. Schulen unterrichteten nun die Rechtschreibung des Humanismus und regten das Studium der Texte an, die von den Humanisten unter Ausschluss der Literatur des neueren Lateins ausgewählt wurden. Obwohl diese Form des Lateins eigentlich eine elegante literarische Sprache war, wurde es andererseits zu kompliziert, Bücher über Gesetze, Medizin, die Wissenschaft oder zeitgenössische Politik in der Form des humanistischen Lateins beim Beachten aller Standards wie des Bereinigens des Wortschatzes und des klassischen Sprachgebrauchs zu schreiben. Dennoch blieb das Latein noch für lange Zeit die Sprache der Gelehrten. So sind wichtige Werke wie Isaac Newtons Philosophiae Naturalis Principia Mathematica von 1687 oder Schriften Leonhard Eulers (1707–1783) in Latein abgefasst.
Weil dem humanistischen Latein der exakte Wortschatz für den modernen Alltag fehlte, entwickelte sich das Latein, durch diese Änderungen beschleunigt, von einer Alltagssprache zu einem Gegenstand der Gelehrsamkeit. Die Bemühungen der Humanisten machten das Latein von einer klassischen, aber noch nützlichen Sprache zu einer ausgestorbenen Sprache. Das lateinische Vokabular wurde durch die Schöpfer des neuen Lateins fortgeführt, dieses lebte noch weiter in originellen Sonderformen wie den Nuntii Latini (lateinischen Nachrichten) des finnischen Radios (2019 eingestellt).

## Wichtige Autoren des humanistischen Lateins

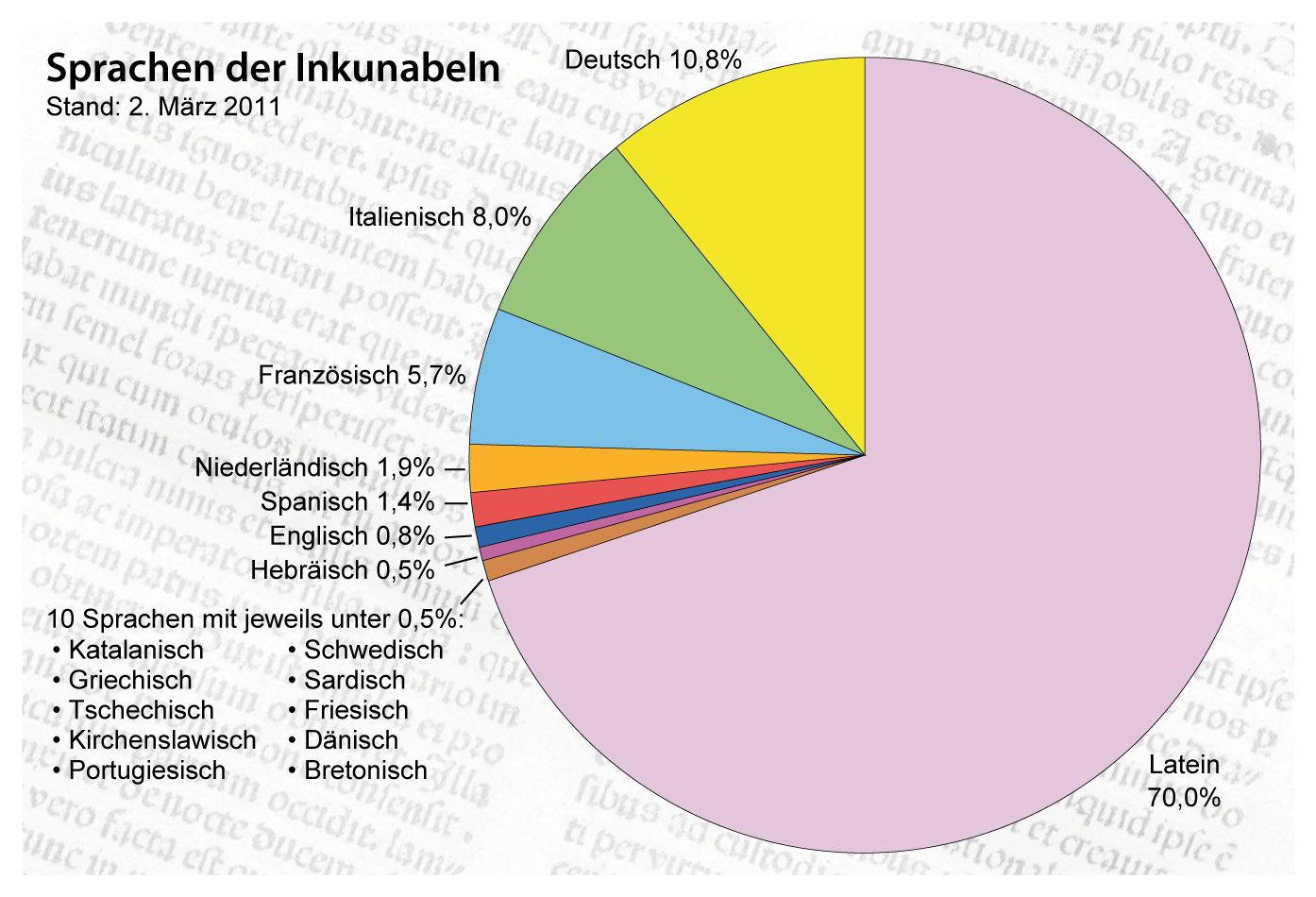
Latein dominierte den Buchmarkt nach Erfindung der Druckpresse, wie die Sprachverteilung der Inkunabeln zeigt.

- Erasmus von Rotterdam
- Francesco Petrarca
- Dante Alighieri
- Sir Thomas Morus
- Rudolf Agricola
- Antonius Liber
- Angelo Poliziano
- Lorenzo Valla
- Leonardo Bruni
- Leon Battista Alberti
- Marsilio Ficino
- Pico della Mirandola
- Aeneas Sylvius Piccolomini
- Francesco Filelfo
- Matthaeus Fortunatus
- Giordano Bruno
- Guillaume Budé
- Girolamo Fracastoro
- Naldo Naldi
- Julius Caesar Scaliger
- Giovanni Pontano
- Basinio Basini (Basinio da Parma)
- Maffeo Vegio
- Aldo Marinelli
- Charles Estienne
- Albert Ramus
- Freigius